# I. e. 293
Évszázadok: i. e. 4. század – i. e. 3. század – i. e. 2. század
Évtizedek: i. e. 340-es évek – i. e. 330-as évek – i. e. 320-as évek – i. e. 310-es évek – i. e. 300-as évek – i. e. 290-es évek – i. e. 280-as évek – i. e. 270-es évek – i. e. 260-as évek – i. e. 250-es évek – i. e. 240-es évek
Évek: i. e. 298 – i. e. 297 – i. e. 296 – i. e. 295 –  i. e. 294 – i. e. 293 – i. e. 292 – i. e. 291 – i. e. 290 – i. e. 289 – i. e. 288

## Események

### Hellenisztikus birodalmak
- Démétriosz uralma alá hajtja Thesszáliát és Boiótiát. Thébai a spártai Kleonümosz felbujtására fellázad uralma ellen, de Démétriosz leveri a felkelést.
- Démétriosz megalapítja Démétriászt (ma Vólosz).
- Szeleukosz fiára, az anyja révén szogd származású Antiokhoszra bízza birodalma lázongó és nomádok által veszélyeztetett keleti felének kormányzását.

### Róma
- Lucius Papirius Cursort (a szamniszokat korábban legyőző dictator fiát) és Spurius Carvilius Maximus Rugát választják consulnak.
- A szamniszok teljes haderejüket Aquilonia mellett gyűjtik össze. L. Papirius a közelükben letáborozik, Sp. Carvilius pedig a közeli Comminium városát veszi ostrom alá. Húsz szamnisz cohors a város segítségére siet, de mielőtt odaérnének, L. Papirus az aquiloniai csatában legyőzi a főerőiket, Sp. Carvilius pedig rohammal elfoglalja Cominiumot. Aquiloniát és Cominiumot kirabolják és felgyújtják, majd a consulok sorra ostromolják a szamniszok városait.
- L. Papirius diadalmenetet tart és felavatja Quirinus templomát, melynek építésére még apja tett fogadalmat.
- Az etruszkok felújítják a háborút a rómaiak ellen és csatlakoznak hozzájuk a faliscusok is. Sp. Carvilius ostrommal elfoglalja Troilust, mire a faliscusok fegyverszünetet kérnek.
- Rómában és vidékén sok áldozatot szedő járvány pusztít.[1]

### Kína
- Csin állam hadserege Paj Csi vezetésével döntő vereséget mér Vej és Han szövetségére a jicsüei csatában.

## Fordítás
- Ez a szócikk részben vagy egészben  a(z)   293 v. Chr. című német Wikipédia-szócikk ezen változatának fordításán alapul.  Az eredeti cikk szerkesztőit annak laptörténete sorolja fel. Ez a jelzés csupán a megfogalmazás eredetét és a szerzői jogokat jelzi, nem szolgál a cikkben szereplő információk forrásmegjelöléseként.